# Hilda aurora
Hilda aurora är en insektsart som beskrevs av Rauno E. Linnavuori 1973. Hilda aurora ingår i släktet Hilda och familjen Tettigometridae. Inga underarter finns listade i Catalogue of Life.